# Zsezkazgan
Zsezkazgan  (kazak cirill írással: Жезқазған, latin betűs kazak írással:  Jezqazğan), korábbi nevén 1992-ig Dzsezkazgan város Kazahsztánban, a Ulitaui területen, annak közigazgatási központja. A Kara-Kengir folyó medencéjében fekszik.

## Lakosság
Zsezkazgan népessége 96 700 fő, a vonzáskörzetébe tartozó Satpajev lakosságával együtt 148 700 fő.
A város lakosságának 60,8%-a kazah, 27,2%-a orosz, ezen felül ukránok (4%), németek (1,4%), tatárok (1,3%), beloruszok (0,9%) és koreaiak (0,7%) is lakják.

## Történelem
A várost 1938-ban alapították a gazdag helyi rézlelőhelyek kiaknázása céljából. 1973-ban óriási bányászati és kohászati komplexum épült a város délkeleti felében, ez előtt a nyersanyagot máshova szállították feldolgozásra. A területen más fémércek bányászata is folyt: mangán, vas és arany kitermelés.
Az orosz uralom idején a város egy részében – Kengirben – gulag munkatábor működött, amelyet Szolzsenyicin A Gulag szigetvilág (The Gulag Archipelago), és Alexander Dolgun An American In The Gulag című műveikben is megemlítenek.

## Ipar
Ma a város a Kazakhmys rézbányász társaság székhelye, mely a város lakosságának fő munkaadója. A társaságnak leányvállalatai vannak Kínában, Oroszországban és az Egyesült Királyságban, valamint részvényeit jegyzik a Londoni Tőzsdén.